# Peugeot 5008
La Peugeot 5008 è un'autovettura di fascia media-alta, prodotta a partire dal 2009 dalla casa automobilistica francese Peugeot in tre generazioni 

## Storia e profilo
Pochissimo tempo dopo il lancio della Peugeot 3008, la nuova Peugeot 5008 costruita sullo stesso pianale, si poneva come monovolume da posizionarsi un gradino sopra la SUV 3008 nella gamma del costruttore transalpino.

### Prima generazione (2009-2016)
Presentata al salone dell'automobile di Francoforte nell'autunno 2009, la 5008 era una monovolume medio-alta con lunghezza poco superiore ai 4 metri e mezzo, dotata a richiesta della terza fila di sedili per ottenere l'omologazione per 7 posti. Gran parte delle componenti interne e meccaniche vennero riprese dalla sorella 3008. Le sue concorrenti erano l'Opel Zafira, la Renault Scénic e la Volkswagen Touran.

### Seconda generazione (2017-2024)
Presentata in anteprima al salone dell'automobile di Parigi del 2017, la nuova 5008 cambia totalmente filosofia di progetto. La nuova vettura non è più una monovolume ma diventa un crossover SUV. Anche la configurazione a 7 posti da monovolume rimane sostanzialmente invariata ma l'auto ora si presenta come una versione a passo lungo e più capiente della contemporanea 3008, della quale riprende telaio, motori, meccanica e gran parte dell'estetica e degli interni. 

### Terza generazione (dal 2024)
La terza generazione del 5008 è stata presentata nel marzo 2024. Il 5008 è basato sulla piattaforma STLA Medium (evoluzione della piattaforma EMP2) del gruppo Stellantis, la stessa utilizzata dalla 3008. È 15 centimetri più lungo del suo predecessore, 4 centimetri più largo e 5 centimetri più alta.

## Galleria d'immagini
| 5008 I    | 5008 II   | 5008 III |
| --------- | --------- | -------- |
|           |           |          |
|           |           |          |
| 2009-2016 | 2016-2024 | Dal 2024 |